# Juan Correa
Juan Correa (1646 – 1716) è stato un pittore messicano.

## Biografia
Figlio di un medico mulatto di Cadice, in Spagna, e di una donna nera libera, Correa è stato uno degli artisti più importanti della Nuova Spagna, durante la sua vita, insieme a Cristóbal de Villalpando  e dello stile pittorico barocco in Messico. 
La sua attività pittorica maggiormente documentata fu dal 1671 al 1716, la maggior parte delle sue opere sono di carattere religioso. Tra le sue opere più importanti possiamo annoverare le tele per la Cattedrale di Città del Messico, per la chiesa dei gesuiti a Tepozotlan e i lavori oggi conservati al Museo Franz Mayer 
Correa fu mentore di José de Ibarra.  

## Galleria d'immagini

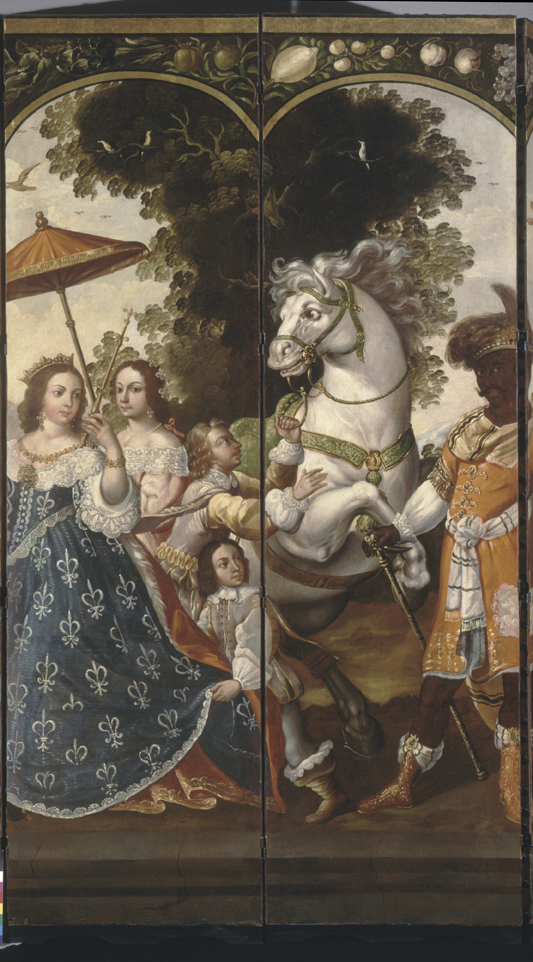
Le quattro parti del mondo (dettaglio), olio su tela, 203 x 558,2 cm, Museo Soumaya
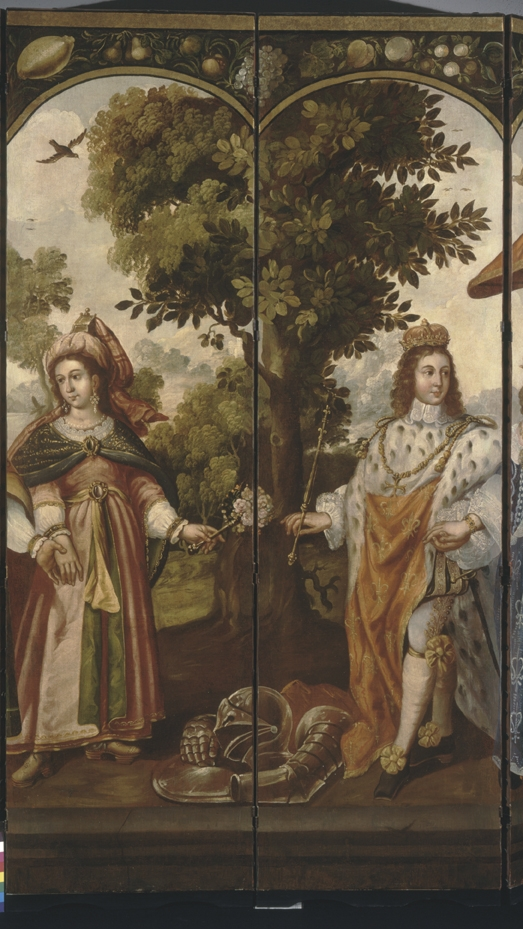
Le quattro parti del mondo (dettaglio), olio su tela, 203 x 558,2 cm, Museo Soumaya
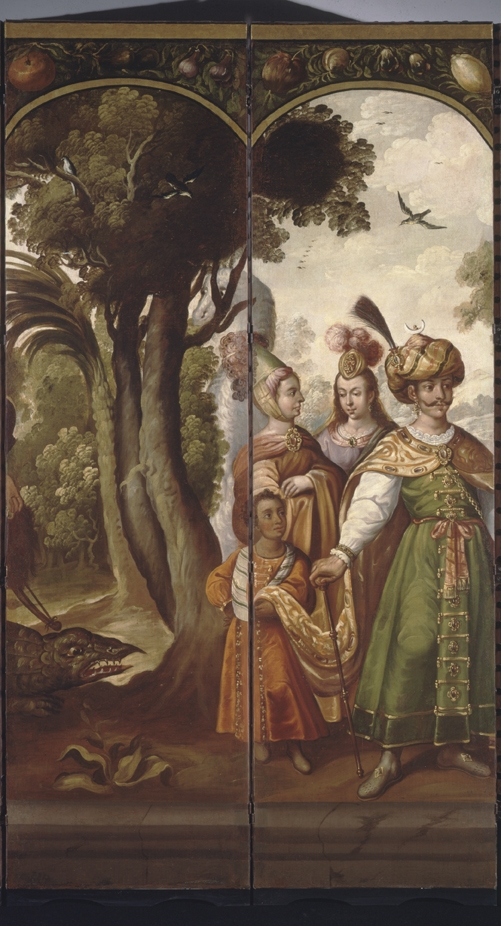
Le quattro parti del mondo (dettaglio), olio su tela, 203 x 558,2 cm, Museo Soumaya
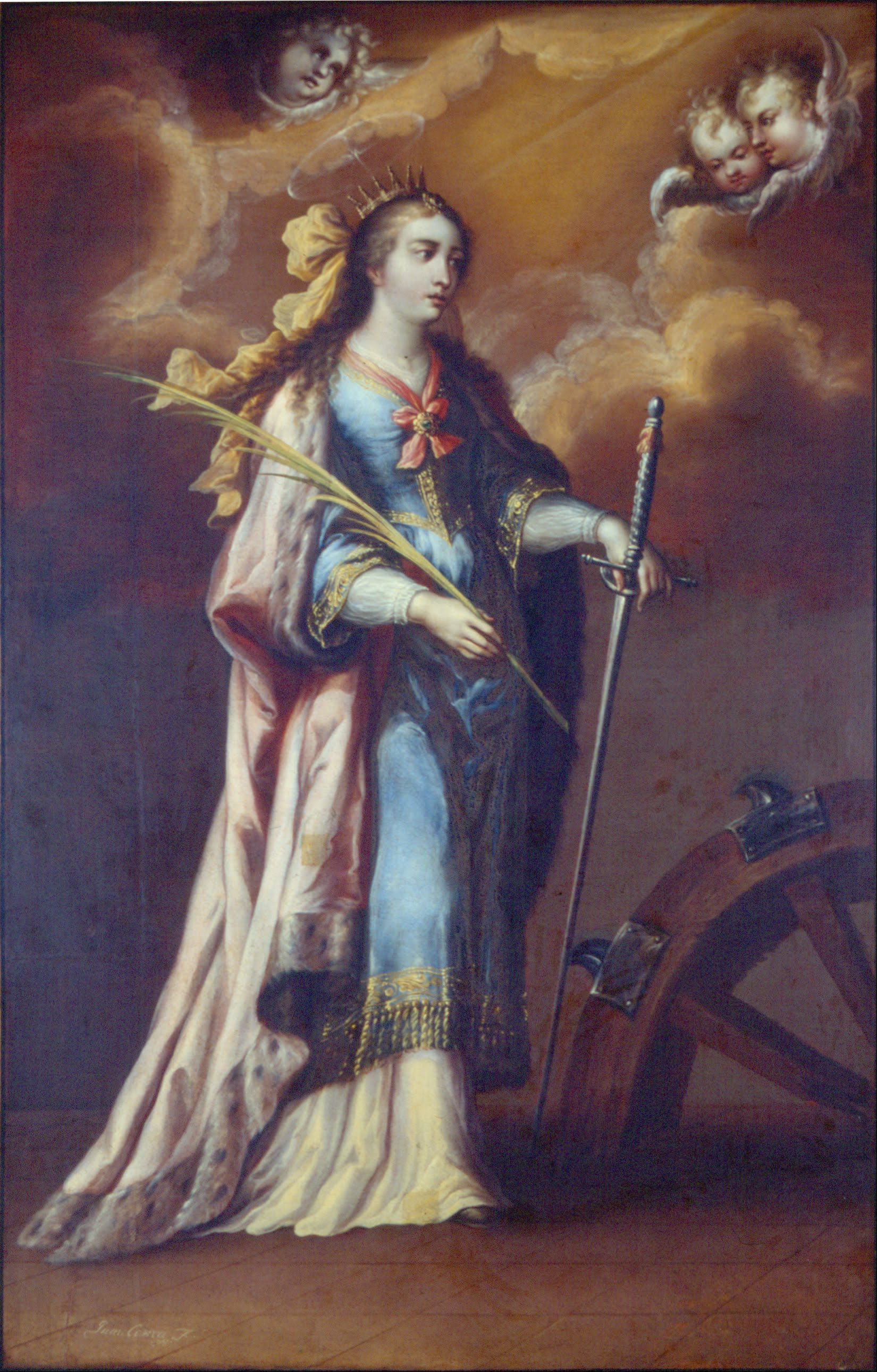
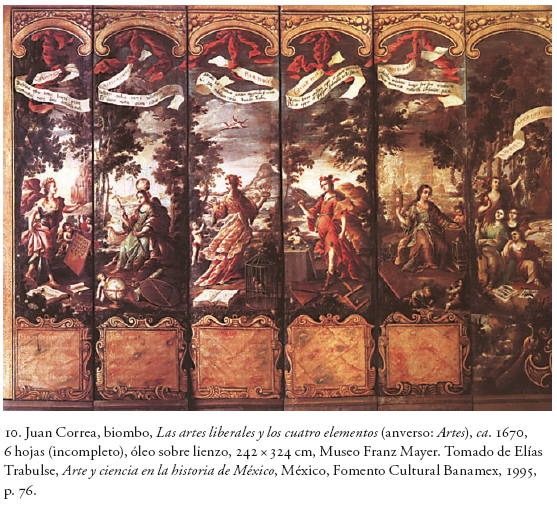
I quattro elementi (Los Cuatro Elementos), biombo di 6 fogli, olio su tela, 242 x 324 cm, Museo Franz Mayer